# فلورين ماكوفي
فلورين ماكوفي (بالرومانية: Florin Macovei)‏ هو لاعب كرة قدم روماني في مركز الوسط، ولد في 12 يناير 1987 في رومانيا. لعب مع نادي بياترا نيامتس.

## وصلات خارجية
- فلورين ماكوفي على موقع قاعدة بيانات كرة القدم.إي يو (الإنجليزية)
- فلورين ماكوفي على موقع Soccerway.com (الإنجليزية)